# Affléville
Affléville é uma comuna francesa na região administrativa de Grande Leste, no departamento de Meurthe-et-Moselle. Estende-se por uma área de 9.42 km².Em 2010 a comuna tinha 181 habitantes (densidade: 19,2 hab./km²).